# 拓跋渾
拓跋 渾（たくばつ こん、生年不詳 - 487年）は、北魏の皇族。南平王。

## 経歴
陽平王拓跋煕の次男。広平王拓跋連の後を嗣ぎ、南平王に改封され、平西将軍の位を加えられた。運動を趣味とし、特に弓や馬を好み、空飛ぶ鳥を射落としてみせた。太武帝の前で弓矢を競って、3発みな射当てて、太武帝を喜ばせた。437年（太延3年）、仮節・都督平州諸軍事・領護東夷校尉・鎮東大将軍・儀同三司・平州刺史に任じられ、和龍に駐屯した。後に涼州鎮将・都督西戎諸軍事・領護西域校尉に転じた。任期を終えて平城に帰るときには、涼州の父老たちがみな泣いて見送った。487年（太和11年）5月、孝文帝の巡行に従って、道中で死去した。
子の拓跋飛龍（拓跋霄）が後を嗣いだ。

## 伝記資料
- 『魏書』巻16 列伝第4
- 『北史』巻16 列伝第4